# Orthotrichum tristriatum
Orthotrichum tristriatum är en bladmossart som beskrevs av Jette Lewinsky 1989 [1990. Orthotrichum tristriatum ingår i släktet hättemossor, och familjen Orthotrichaceae. Inga underarter finns listade i Catalogue of Life.